# Белорусская калийная компания
ОАО «Белору́сская кали́йная компа́ния» — один из крупнейших поставщиков калийных минеральных удобрений в мире и СНГ.
Расположено в городе Минск.

## История
ОАО «Белорусская калийная компания» (БКК) было учреждено в Беларуси в сентябре 2013 года. Ранее одноимённая компания была создана в форме закрытого акционерного общества в 2005 году; учредителями выступали ПАО «Уралкалий» (50 %), ОАО «Беларуськалий» (45 %) и гособъединение «Белорусская железная дорога» (5 %). После конфликта вокруг стратегии продаж и управления компанией в 2013 году совместные поставки белорусского и российского хлоркалия через ЗАО «БКК» прекращены. В 2018 году Экономический суд Минска возбудил производство по делу о банкротстве ЗАО «Белорусская калийная компания» по иску «Беларуськалия».
В настоящий момент акционерами компании являются ОАО «Беларуськалий» (48 %), ГО «Белорусская железная дорога» (42 %) и РУП «Белэксимгарант» (10 %).
Торговыми операциями БКК управляет головной офис, который расположен в Минске, при содействии шести представительств компании за рубежом. Региональные представительства компании действуют в Нью-Дели, Пекине и Сингапуре, планируется открытие представительства в Сан-Паулу.
2 декабря 2021 года Министерство финансов США включило БКК и её дочернюю компанию «Агророзквит» в американский санкционный список. В 2022 году к санкциям против БКК присоединились Канада, Швейцария, а также ЕС. Этому предшествовали массовые протесты и задержание журналистов в Беларуси после президентские выборов 2020 года.
В сентябре 2024 года Суд Европейского союза отказался снимать санкции ЕС с Белорусской калийной компании.

## Продукция
БКК экспортирует калийные удобрения в страны Европы, Центральной и Южной Америки, Азиатско-Тихоокеанского региона, Африки, Ближнего Востока, в Китай и Индию.
БКК предлагает следующие продукты:
- стандартный хлорид калия (белый и розовый),
- гранулированный хлорид калия (белый и розовый),
- технические (содержание K2O не менее 62 %) и сельскохозяйственные разновидности (содержание K2O не менее 60 %).[9]